# Candelo
Candelo est une commune italienne de la province de Biella dans la région Piémont en Italie.

## Histoire
- Ricetto de Candelo

## Administration
| Période                                  | Période | Identité | Étiquette | Qualité |
| ---------------------------------------- | ------- | -------- | --------- | ------- |
|                                          |         |          |           |         |
| Les données manquantes sont à compléter. |         |          |           |         |

### Jumelages
- La Roche-sur-Foron (France)[2]

### Communes limitrophes
Benna, Biella, Cossato, Gaglianico, Valdengo, Verrone, Vigliano Biellese